# أمدوكس
أمدوكس (بالإنجليزية: Amdocs) هي شركة تكنولوجية أمريكية كانت إسرائيلية بالأصل، وهي متخصصة في تطوير البرمجيات الخاصة بأنظمة الفوترة (بيلينغ) ومنظومات إدارة علاقات العملاء (CRM). هي شركة عامة متداولة في سوق نيويورك للأوراق الماللية وتعتبر من أكبر الشركات العالمية في مجال تخصصها، ويأتي عملاؤها من قطاعات مختلفة أهمها القطاع العام وقطاع الاتصالات. تقع المكاتب الرئيسية للشركة في سانت لويس، الولايات المتحدة، أما الإدارة وكبار المديرين فيعملون من مقر الشركة في مدينة رعنانا في إسرائيل.

## نظرة عامة
تعمل الشركة في أكثر من 90 دولة،ومقرها الرئيسي في سانت لويس، ميزوري,ولديها ما يقرب من 30,000 موظف على مستوى العالم اعتباراً من عام 2022. تم تداول أسهم أمدوكس في سوق ناسداك العالمية المختارة منذ ديسمبر 2013.

## النشأة والتطور
تأسست الشركة سنة 1982 تحت اسم «عورك إنفورميشن» (Aurec Information and Directory Systems)، وكانت في البداية شعبة داخل مجموعة «عورك» العاملة في عدد من القطاعات الاقتصادية. سنة 1985 وقّعت الشركة الجديدة مع شركة SBC الأمريكية (أصبحت فيما بعد AT&T) على عقد توفر من خلاله الشركة الإسرائيلية برنامجا حاسوبيا لإدارة خدمة دليل الهاتف (Yellow Pages) الأمريكي. في أعقاب هذه الصفقة اشترت شركة SBC 50% من ملكية الشركة الإسرائيلية وغيرت اسمها لــ أمدوكس.
سنة 1998 طرحت مجموعة عورك شركة أمدوكس للاكتتاب في العام، وعرض السهم بسعر 14 دولار باعتبار القيمة السوقية للشركة 2.75 مليار دولار.
تدير أمدوكس حاليا مراكز تطوير في عدد من دول العالم: إسرائيل، الهند، الولايات المتحدة، قبرص والبرازيل. ويُذكر أن الشركة افتتحت عام 2013 مركز تطوير ودعم في مدينة الناصرة الجليلية، لتكون أولى الشركات العالمية التي تفتح مركزا لها في مدينة عربية في إسرائيل. يبلغ عدد العاملين في الشركة أكثر من 20 ألف موظف، أما مدخولاتها فقد تجاوزت سنة 2011 ثلاثة مليارات دولار. [بحاجة لمصدر]
توفر أمدوكس خدمات فوترة وإدارة علاقات عملاء لنحو 90% من شركات الاتصالات في الولايات المتحدة، وتعتبر مطورة أنظمة الفوترة الأكبر في العالم. المنتج الأساسي للشركة هو برمجية CRM تدمج ما بين نظام فوترة ونظام إدارة العلاقات مع العملاء. ومن الشركات الرائدة التي تستخدم هذا النظام: AT&T, BT Group, Sprint, T-Mobile, Vodafone, Bell Canada, Rogers Communications, Telekom Austria وغيرها.